# Dubiwka (obwód chersoński)
Dubiwka (ukr. Дубівка) – wieś na Ukrainie, w obwodzie chersońskim, w rejonie kachowskim, w hromadzie Kostiantyniwka. W 2001 liczyła 795 mieszkańców, spośród których 748 wskazało jako ojczysty język ukraiński, 40 rosyjski, 1 mołdawski, 2 rumuński, 1 romski, a 3 inny.